# Uspenka
Uspenka (în ucraineană Успенка) este o așezare de tip urban din raionul Lutuhîne, regiunea Luhansk, Ucraina. În afara localității principale, nu cuprinde și alte sate.

## Demografie
Componența lingvistică a așezării de tip urban Uspenka
     Ucraineană (69,38%)
     Rusă (29,7%)
     Alte limbi (0,38%)
Conform recensământului din 2001, majoritatea populației așezării de tip urban Uspenka era vorbitoare de ucraineană (69,38%), existând în minoritate și vorbitori de rusă (29,7%).